# Eucalyptus fraseri
Eucalyptus fraseri är en myrtenväxtart som först beskrevs av Murray Ian Hill Brooker, och fick sitt nu gällande namn av Murray Ian Hill Brooker. Eucalyptus fraseri ingår i släktet Eucalyptus och familjen myrtenväxter. Inga underarter finns listade i Catalogue of Life.